# 엉덩허리동맥 엉덩가지
엉덩허리동맥 엉덩가지(iliac branch of iliolumbar artery), 또는 장요추동맥 장골가지는 엉덩허리동맥의 가지이다. 이 동맥 가지는 아래로 내려가 엉덩근에 혈액을 공급한다. 근육과 뼈 사이로 주행하는 일부 가지는 폐쇄동맥의 엉덩가지와 문합한다. 가지들 중 하나는 비스듬한 관으로 들어가 뼈에 혈액을 공급하고, 다른 가지들은 엉덩뼈 능선을 따라 주행하면서 볼기와 배의 근육들에 가지를 낸다. 그 후 위볼기동맥, 얕은엉덩휘돌이동맥, 가쪽넙다리휘돌이동맥과 문합한다. 이 문합은 위앞엉덩뼈가시 주변에서 일어난다.